# 901年
| 千纪： | 1千纪                                                                                           |
| 世纪： | 9世纪 \| 10世纪 \| 11世纪                                                                       |
| 年代： | 870年代 \| 880年代 \| 890年代 \| 900年代 \| 910年代 \| 920年代 \| 930年代                       |
| 年份： | 896年 \| 897年 \| 898年 \| 899年 \| 900年 \| 901年 \| 902年 \| 903年 \| 904年 \| 905年 \| 906年 |
| 纪年： | 辛酉年（鸡年）；唐光化四年，天復元年；南诏中兴五年；日本昌泰四年，延喜元年；后百济正开元年      |

## 大事记
- 中国
  - 崔胤等平定刘季述和王仲先发动的内乱。唐昭宗復位。
  - 以神策軍左中尉韓全誨為首的當權宦官害怕在位的唐昭宗和宰相崔胤要屠戮他們，將唐昭宗從長安劫持到盟友李茂貞治下的鳳翔，崔胤召宣武軍節度使朱全忠攻打鳳翔，首次進攻無果後，北上攻靜難，朱全忠子忠武軍節度使朱友裕破靈台、良原，下隴州，靜難節度使李繼徽投降。
- 朝鮮半島
  - 弓裔建後高句麗。
- 日本
  - 藤原時平引發昌泰之變，菅原道真、源善、藤原菅根失勢，道真被貶至大宰府。
  - 日本三代實錄完成。

## 逝世
- 劉季述，唐昭宗時宦官。
- 王仲先，唐昭宗時宦官。